# 小灶火河
小灶火河，是位于中华人民共和国青海省海西蒙古族藏族自治州格尔木市境内的一条内陆河流，发源于昆仑山脉沙松乌拉山北坡，向东北流过高山地区，向北流过新月形沙丘、沙漠地区，改向东北流至中灶火村附近，进入小灶火农业区，过格芒公路（格尔木至茫崖）后成为季节性河流，丰水期明流，遇旱时潜流，向北再折向东，最终注入涩聂湖南侧一个小咸水湖。河长约150千米，流域面积3250多平方千米，河道平均比降15.48‰，年均径流量约3154万立方米。